# Вильяррика (озеро)
Вильяррика (исп. El lago Villarrica, мап. Mallolafquen) — озеро в провинции Каутин области Араукания Чили.

## Общие сведения
Озеро Вильяррика расположено в южной части среднего Чили, у северо-западных склонов вулкана Вильяррика на высоте 230 метров. Имеет ледниковое происхождение, с западной стороны подпружено конечной мореной. Восточный берег озера гористый, западный — пологий.
Озеро Вильяррика имеет форму эллипса, большая ось которого равна 22 км, а малая ось — 11 км. Площадь озера составляет 173 км². Основное питание Вильяррика получает по рекам Транкура, Пукон, Минетуе. Сток в Тихий океан по реке Тольтен. На берегах озера расположены города: Пукон и Вильяррика. Озеро судоходно для маломерных судов, катеров и яхт.
Поверхностный слой воды озера прогревается летом до температуры 19-22 °C, что позволяет заниматься водными видами спорта — плаванием, греблей, водными лыжами и парусным спортом.